# グローブ郡区 (アイオワ州アデア郡)
グローブ郡区（英語：Grove Township）は、アメリカ合衆国アイオワ州アデア郡にある17の郡区の一つである。2000年の国勢調査では人口213人。

## 地理
グローブ郡区の面積は91.7平方キロメートル（35.42平方マイル）で、郡区内に基礎自治体はない。アメリカ地質調査所によると、この郡区には2つの墓地がある（Adair CountyおよびGrove Center）。